# Anna's Archive
L'Arxiu de l'Anna és un motor de cerca de codi obert per a biblioteques a l'ombra que va ser llançat pel pseudònim Anna poc després dels esforços de les autoritats per tombar Z-Library l’any 2022. El lloc web agrega registres de les principals biblioteques a l'ombra, incloent-hi Z-Library, Sci-Hub i Library Genesis, entre altres fonts. Es descriu com "la biblioteca veritablement oberta més gran de la història de la humanitat" i ha dit que vol "catalogar tots els llibres existents" i "seguir el progrés de la humanitat cap a fer tots aquests llibres fàcilment accessibles en format digital".Declara no ser responsable de descàrregues de material protegit sota copyright, ja que el lloc indexa metadata, però no allotja directament cap arxiu, sinó que enllaça a descàrregues de tercers. Tot i això, ha enfrontat bloquejos de governs i accions legals de part de l'editorial i associacions del sector editorial per participar en infringir copyright a gran escala.

## Orígens
Anna's Archive va sorgir del projecte Pirate Library Mirror (PiLiMi), un intent anònim de fer un mirall a les biblioteques a l'ombra que va aconseguir fer una còpia sencera de Z-Library el setembre del 2022. PiLiMi va reconèixer que "violava deliberadament els drets d'autor a la majoria dels països", i el seu objectiu principal no era fer les dades accessibles, sinó preservació. Dies després que la llei dels EUA tanque-s'hi un nombre considerable de dominis de Z-Library i arrestes els seus presumptes operadors el novembre del 2022, Anna (membre de PiLiMi, també coneguda com a Anna Archivist) va llançar Anna's Archive, el qual al principi mostrava resultats de Z-Library i Library Genesis.

## Lloc web i Operacions
Anna's Archive ha sigut diversament descrit com a motor de cerca, motor de metacerca, i una biblioteca a l'ombra en si mateixa. El lloc no allotja cap arxiu, però enllaça a descàrregues de tercers que anònims proveeixen.  També ofereix descàrregues via el protocol IPFS. El seu codi obert és dedicat al domini públic sota la llicència CC0, i la data es publica en bloc mitjançant fitxers torrent per fer-la resistent a caigudes/tancaments del lloc web. Opera tres miralls sota diferents dominis d'alt nivell, ara mateix .li, .se, i .org.
Avui dia, maig 2025, Anna's Archive inclou 51.064.327 llibres i 98.551.617 papers, i la seva llista unificada d'arxius torrent arriba fins a 1,1 petabytes d'emmagatzematge. El març del 2025, la mitjana era de 650.000 descàrregues diàries, gairebé 10 vegades la distribució estimada del New York Public Library diària. Llista Library Genesis, Sci-Hub, Z-Library, the Internet Archive, DuXiu, MagzDB, Nexus/STC, i HathiTrust entre les seves "fonts de biblioteques"; Open Library, WorldCat i Google Books són llistats només com a fonts de metadata. Alguns d'aquests datasets ja són accessibles públicament, mentre que altres són scrappejats o, si no, adquirits privadament per distribució.

### Finances
Descàrregues d'alta velocitat a Anna's Archive només són disponibles per a usuaris amb una membresia pagada, mentre que usuaris sense membresia han d'utilitzar opcions més lentes amb una verificació del cercador per prevenir abusos per robots. Es descriu a si mateix com a sense ànim de lucre, declarant que les membresies i les donacions són majoritàriament gastades en la infraestructura dels servidors i que cap de les dues són personalment utilitzades pels operadors de la pàgina web. Membresies i premis monetaris es donen a alguns contribuïdors voluntaris.
Anna's Archive ofereix accés d'alta velocitat a la seva col·lecció completa via SFTP a grups entrenant models de llenguatge llargs a canvi de grans quantitats de diners o dades. Han dit que han proveït aquest accés a gairebé 30 companyies fins al gener de 2025, principalment de la Xina, incloent ambdues companyies de LLM i data brokers. El model DeepSeek's VL va ser entrenat amb dades d'aquesta pàgina.

### Motivacions
Anna's Archive va ser creat en resposta directa a la pressió legal que amenaçava a les altres biblioteques a l'ombra. Quan Z-Library va patir un tancament i l'arrest dels suposats operadors, el fundador d'Anna's Archive ja havia fet una còpia de la col·lecció sencera i buscava una plataforma per a allotjar-la. Això va establir el objectiu principal del projecte: continuar la missió de preservació i accés de prèvies iniciatives com Z-Library i Sci-Hub.
Anna cita el programador i activista de la informació Aaron Swartz com a inspiració clau pel projecte, i ha dit que ells i altres biblioteques a l'ombra creuen que "la informació vol ser lliure". El lloc recomana els escrits de Swartz, així com How Music Got Free de Stephen Witt i Against Intellectual Monopoly de Michele Boldrin i David K. Levine, el qual critica la llei existent de drets d'autor i ha sigut associat amb el moviment copyleft de Stallman.
L'arribada dels LLM ha introduït una nova dimensió a la motivació del projecte. Anna reporta que, mentre que la majoria de companyies d'IA basades als Estats Units no volien utilitzar la col·lecció il·legal per entrenar els models, les firmes xineses "l'han acceptat amb entusiasme", amb una d'elles sent DeepSeek. Això ha portat a Anna a descriure la reforma dels drets d'autor com a una mesura de seguretat nacional, argumentant que els països d'occident s'arrisquen a quedar-se enrere en la carrera de la IA. Aquest argument posiciona la biblioteca no només com una cosa moral pels drets de la informació lliure, sinó com una necessitat estrategica per la competitivitat tecnològica i geopolítica.
Anna's Archive ha sigut vista com una gran expansió de les ambicions de les primeres biblioteques a l'ombra amb la seva visió de la "biblioteca universal" que preserva tants llibres com és possible. Ha sigut descrit en el context d'una "cultura ascendent de desconfiança cap a corporacions, institucions, governs i lleis... que potser va començar amb el col·lapse financer del 2008 i el moviment Occupy Wall Street", un que va portar al desenvolupament de tecnologies descentralitzadores com les biblioteques a l'ombra i les criptomonedes.

## Bloquejos del lloc i problemes legals

Mapa de països bloquejant Anna's Archive:
Actualment bloquejats

### Estats Units
Des del 2023, els dominis d’Anna's Archive han aparegut a la llista anual de mercats notoris elaborada per l’Oficina del Representant de Comerç dels Estats Units, que destaca mercats físics i digitals suposadament implicats en infraccions massives de la propietat intel·lectual. Aquests informes descriuen el lloc com relacionat amb Sci-Hub i Library Genesis.
En resposta a una petició de comentari per part de l’Oficina en el marc de la seva llista del 2023, l’Associació d’Editors Americans va identificar Anna's Archive com un lloc infractor, i va analitzar les seves carteres de criptomonedes, trobant que havien rebut aproximadament 29.000 dòlars en finançament al juliol del 2023.